# 歐洲現實不服從陣線 (德國)
歐洲現實不服從陣線（希臘語：Μέτωπο Ευρωπαϊκής Ρεαλιστικής Ανυπακοής，縮寫MERA25）是一個德國政黨，其隸屬於泛歐洲政治運動歐洲民主運動2025一員。此政黨在首次於2020年11月28日成立之時先被稱為歐洲民主（德語：Demokratie in Europa）。而在2021年11月13日，此政黨被重新命名為歐洲現實不服從陣線，與該隸屬相同歐洲政治運動的希臘政黨同名。

## 歷史

### 歐洲議會選舉
歐洲民主運動2025在2016年2月9日於柏林的人民劇場成立。在一項全歐洲內部線上投票中，歐洲民主運動2025決定在德國建立一個政治組織以應對2019年的歐洲議會選舉。在2018年6月2日，歐洲民主運動2025的下屬德國政黨在美因河畔法兰克福以歐洲民主－DiEM25之名成立。Laura Müller和Jasper Finkeldey在2018年11月24日被選為該政黨的主席。 2019年在德國歐洲議會選舉中代表歐洲民主－DiEM25的領導候選人為前希臘財務部長扬尼斯·瓦鲁法基斯，而 Daniela Platsch則為第二高位候選人。 歐洲民主－DiEM25在2019年歐洲議會選舉中由运动民主和勇氣兩個政黨所支持。 在選舉中歐洲民主－DiEM25在德國獲得了130,072張選票，相當於德國投票總票數的0.3%，不足以獲得任何德國在歐洲議會代表的96席中任何席次。

### 政黨形成
在2020年11月28日，此政黨由歐洲民主之名成立。 在2021年11月13日，此政黨被重新建立並使用了希臘同屬歐洲民主運動2025政黨名字：歐洲現實不服從陣線(MERA25)。MERA25在2023年5月14日參與不來梅州議會議會選舉，此首次參與德國邦議會選舉所辦的選舉活動經費來源主要來自個人捐款，而政見內容專注於居住問題。在這次選舉中，MERA25獲得了所有政黨票中的0.6%。

## 政治立場
對於MERA25而言，社會政策以及激進民主主義是其政治意識形態的重點。MERA25的主要政見如下：
- 养老金、住房和医疗保健等社会保障
- 工人权利，例如工作保障、週休三日、普遍基本收入以及社会和服务工作的加薪
- 到2030年实现气候中和的綠色新政，针对经济、能源、建筑、农业部门和劳动力市场的投资
- 反对增加军费开支，主張和平政策。
- 为边缘化群体、个人对国家和企业以及全球南方[需要解释]国家伸张正义。主張移民合法化，歐盟外部边境安全局应该被废除，并由搜救任务取代。
- 主張欧盟的民主化，認為歐洲聯盟是一个具有寡头特征的机构，其政策逃避对其公民的民主控制。